# Buddhadeb Bhattacharjee
Buddhadeb Bhattacharjee (Calcutta, 1º marzo 1944 – Calcutta, 8 agosto 2024) è stato un politico indiano.
Fu primo ministro del Bengala Occidentale dal 2001 al 2011.
Fece parte del Comitato Centrale del Partito Comunista d'India (Marxista), solitamente abbreviato in CPI(M) o CPM.

## Biografia
Proveniente da un'importante famiglia di Calcutta (un cugino di suo padre fu il celebre poeta Sukanta Bhattacharya), si laureò nel 1964 al Presidency College della sua città e poi entrò nel Partito Comunista.
Nel 1977 fu eletto nel Parlamento del Bengala Occidentale e divenne ministro della cultura dello Stato del Bengala Occidentale. Dopo aver ricoperto diversi altri incarichi di governo, nel 2000 divenne primo ministro dello Stato e da allora caratterizzò la sua azione con una politica di forti liberalizzazioni, di aperture al mercato e ai grandi capitali, per attrarre investimenti stranieri nel Bengala. Per questo subì forti critiche da leader di altri partiti (come il Trinamool Congress) e soprattutto dai Naxaliti, che lo accusarono di aver svenduto la storia del comunismo indiano al grande capitale.
Particolarmente contestati furono i progetti di costruzione di grandi impianti industriali a Singur e Nandigram, dove migliaia di contadini vennero espropriati delle loro terre per fare posto ai nuovi stabilimenti.
Grande viaggiatore e appassionato di cricket, Bhattacharjee venne soprannominato in India il Buddha rosso pur essendo induista.
Morì l'8 agosto 2024 a Calcutta per le complicazioni della broncopneumopatia cronica ostruttiva, all'età di 80 anni.